# Petar Zlojutrić
Petar Zlojutrić - Soljanin (Tuzla, 1565. – Gradovrh, 4. travnja 1623.), provincijal franjevačke provincije Bosna Srebrena (1589. – 1592.), biskup biskupije Sardica (sofijska biskupija) te i upravitelj dijela Bosne. Ne treba ga se miješati s Petrom Soljaninom, tuzlanskim franjevcem i mučenikom. 
Spomendan mu je 9. listopada.

## Životopis
U Bugarsku sa sobom dovodi bosanske franjevce koji otvaraju nove samostane i župe. Njihovim radom 1622. uspostavlja se zasebna franjevačka kustodija neovisna o franjevačkoj provinciji Bosna Srebrena. 10. rujna 1601. godine imenovan je za biskupa Sardice (Sredec, Sofija) i posvećen 1602. godine. Petar Zlojutrić je tako postao prvi katolički biskup u Bugarskoj.
Nekrologij sutješkog samostana pod datumom 9. listopada 1624. donosi sljedeće izvješće: "Gradovrh u Bosni, presvijetli gospodin fra Petar iz Soli, isluženi bosanski redodržavnik i biskup sofijski u Bugarskoj, povrativši se iz Rima, u svoju domovinu blaženo usnu. Goruće svijeće, koje su mu se na grobu viđale, i svjetlost tijela njegova svjedoče njegovu svetost".
Fra Petar je bio provincijal provincije Bosne Srebrene 1590. – 1593. Nakon toga zaželi kao misionar djelovati izvan Bosne. Dobivši dopuštenje od svoga poglavara odlazi u Bugarsku s još nekoliko subraće. Djelovao je u rijetkima oazama katolika u Bugarskoj, ali i među pavlićanima (sekta slična bogumilima, katarima) na njihovu obraćenju kojih se velik broj obratio na katoličanstvo. Broj se toliko katolika povećao da je trebalo osnovati biskupiju. O tom izvješćuje Sv. Stolicu i biva imenovan sofijskim biskupom  sa sjedištem u franjevačkom samostanu u Čiprovcu, kojega je s braćom i sam izgradio. Tu osniva i školu poučavajući narod osobito u vjeri, rješavajući svakodnevne njihove probleme, ali i djelujući i dalje misionarski. U svom radu je nailazio na različite teškoće, ometanja, zabrane propovijedanja. Sv. Stolica na osnovi rezultata njegova apostolskog rada uzdiže ga na čast nadbiskupa, proširujući njegovu jurisdikciju na turski dio Ugarske i na smederevsku biskupiju. Nakon dužeg rada kao nadbiskup, osjetivši se iznemoglim fizički i u podmakloj sta-račkoj dobi, odlazi u Rim, zahvaljuje se na nadbiskupskoj službi i vraća se u domovinu.
Na povratku iz Rima u Bugarsku umire u gradovrškom samostanu 1623. godine.